# Puente Francis Scott Key
El puente Francis Scott Key, conocido originalmente como Outer Harbor Crossing hasta que fue rebautizado en 1977; también conocido como Key Bridge o Beltway Bridge, era un puente de armadura continua en forma de arco de acero que cruzaba la parte baja del río Patapsco y el puerto exterior de Baltimore, llevando la Ruta 695 de Maryland en Baltimore, Estados Unidos. El tramo principal de 1200 pies (366 m) fue el tercer tramo más largo de cualquier armadura continua en el mundo. Era el puente más largo del área metropolitana de Baltimore. El 26 de marzo de 2024 a la 01:28 a. m. EDT (UTC-4) se derrumbó después de que el portacontenedores MV Dali, con bandera de Singapur, chocara contra el pilar principal suroeste.
El puente fue inaugurado en marzo de 1977 y lleva el nombre del autor del himno nacional estadounidense, el poema originalmente llamado La defensa de Fort McHenry, escrito en septiembre de 1814 y luego musicalizado y titulado Star Spangled Banner de Frederick y Francis Scott Key, abogado y poeta aficionado de Georgetown (1779-1843). El puente era el más externo de tres cruces de peaje del puerto de Baltimore, dos túneles y un puente. Una vez finalizado, la estructura del puente y sus accesos se convirtieron en los enlaces finales de la Interestatal 695, el Baltimore Beltway, completando un proyecto de dos décadas de duración. A pesar de la señalización de la I-695, el puente se consideró oficialmente parte del sistema de carreteras del estado y se designó como Ruta 695 de Maryland.
El puente tenía 8636 pies (2632 m) de largo y transportaba aproximadamente 11,5 millones de vehículos al año. Era una ruta designada para camiones de materiales peligrosos, ya que los materiales peligrosos están prohibidos en los túneles del puerto de Baltimore y Fort McHenry.
El Key Bridge era una instalación de peaje operada por la Autoridad de Transporte de Maryland (MDTA). La tarifa de peaje para automóviles al 1 de julio de 2013 era de $4,00. El puente era parte del sistema E-ZPass e incluía dos carriles E-ZPass exclusivos en su plaza de peaje tanto en dirección norte como en dirección sur. En abril de 2019, MDTA anunció que el puente se convertiría en una instalación de peaje sin efectivo en octubre de 2019. Con este sistema, los clientes sin E-ZPass pagan mediante videopeaje. El peaje automático comenzó en el puente el 30 de octubre de 2019.

## Historia
En la década de 1960, la antigua Comisión de Carreteras del Estado de Maryland concluyó que era necesario un segundo cruce del puerto después de la apertura de la autopista y túnel del puerto de Baltimore en 1957. Comenzaron a planificar otro túnel de un solo tubo bajo el río Patapsco, más al sureste, aguas abajo del túnel del puerto de Baltimore. El sitio propuesto estaba entre Hawkins Point y Sollers Point en el puerto exterior. También estaban en marcha planes para un puente levadizo hacia el sur sobre Curtis Creek, reemplazando un puente levadizo anterior de 1931 que llevaba Pennington Avenue sobre el arroyo, para conectar Hawkins Point con Sollers Point.
Al mismo tiempo, se planeó un puente para el segmento de una carretera adicional para la costa este con la I-95 que atravesaría la ciudad cerca de Fort McHenry y sería paralela a la autopista Harbor Tunnel Thruway, que ahora tiene dos décadas. Esto fue reemplazado por lo que ahora se conoce como el Túnel Fort McHenry, un proyecto costoso e importante, una instalación de cuatro tubos que pasa por debajo y rodea el histórico Fort McHenry, que se inauguró en 1985.

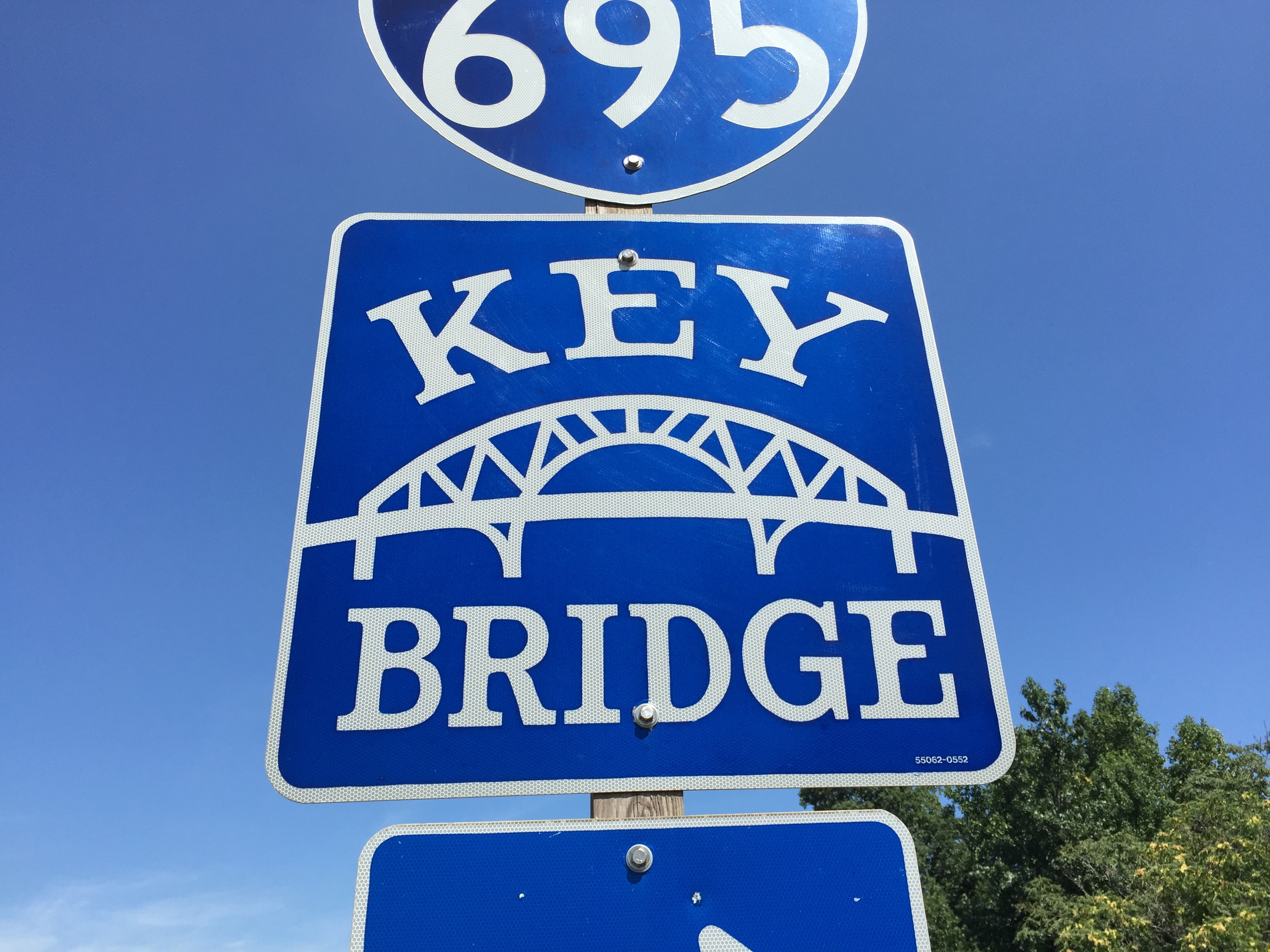
Señal para el puente Key utilizado en las carreteras de acceso

Los contratistas tomaron medidas del fondo exterior del puerto y del canal de navegación en la primavera de 1969. Las ofertas para la construcción del túnel del puerto exterior propuesto se abrieron en julio de 1970, pero las propuestas de precios fueron sustancialmente más altas que las estimaciones de ingeniería. Los funcionarios redactaron planes alternativos, incluido un puente de cuatro carriles, que fue aprobado por la Asamblea General en abril de 1971.
El puente, a un costo estimado de 110 millones de dólares, tendría más carriles de tráfico y menores costos de operación y mantenimiento que un túnel. Un puente proporcionaría una ruta a través del puerto de Baltimore para vehículos que transportan materiales peligrosos, que están prohibidos en los túneles del puerto de Baltimore y de Fort McHenry.
La construcción comenzó en 1972 y el puente se abrió al tráfico el 23 de marzo de 1977. Incluyendo sus accesos de conexión, el proyecto del puente tenía 10,9 millas (17,54 km) de longitud. Otras estructuras a lo largo de la autopista incluyeron un 0,64 millas (1,03 km) puente levadizo de doble tramo sobre Curtis Creek y dos 0,74 millas (1,19 km) estructuras de puentes paralelos que transportan el tráfico sobre Bear Creek.
El puente recibió su nombre en 1976 en honor a Francis Scott Key, quien escribió The Star-Spangled Banner después de presenciar el bombardeo de Fort McHenry durante la batalla de Baltimore en septiembre de 1814. Key había estado a bordo de un barco de tregua estadounidense con la flota de la Royal Navy británica en el puerto de Baltimore, cerca de Sollers Point; la ubicación aproximada es de 100 yardas (91,4 m) del puente y marcado por una boya con los colores de la bandera de Estados Unidos. Otro puente Francis Scott Key cruza el río Potomac en Washington D. C.
El puente se abrió con cuatro carriles, pero sus accesos eran de dos carriles para reducir costes. El acceso sur se amplió en 1983. En 1999 se completó un proyecto para el acceso norte después de varios años de retrasos. El retraso se atribuyó en parte a los impactos de la ampliación en una planta de Bethlehem Steel en Sparrows Point.

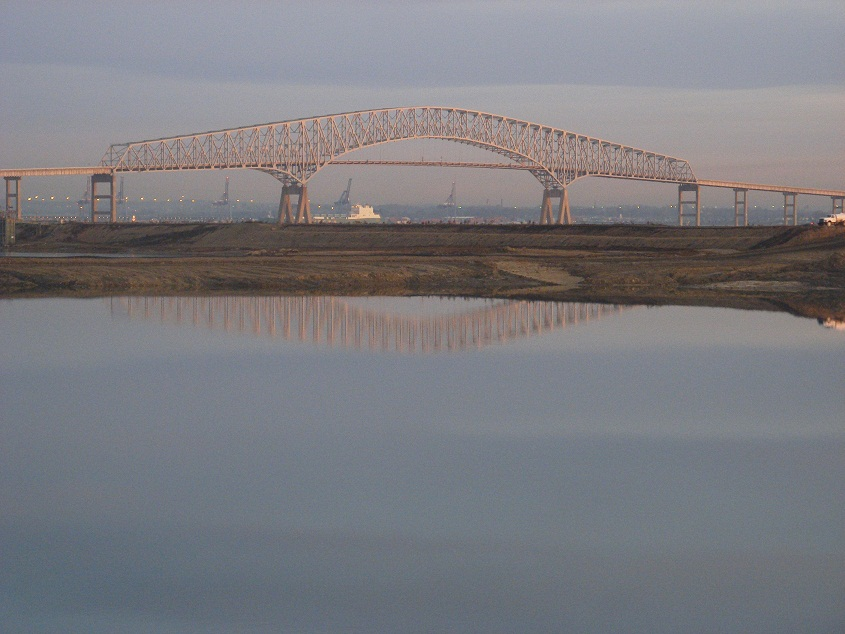
Key Bridge con Baltimore al fondo, visto desde el parque industrial Cox Creek, en el noreste del condado de Anne Arundel, noviembre de 2011 hacia el sur.
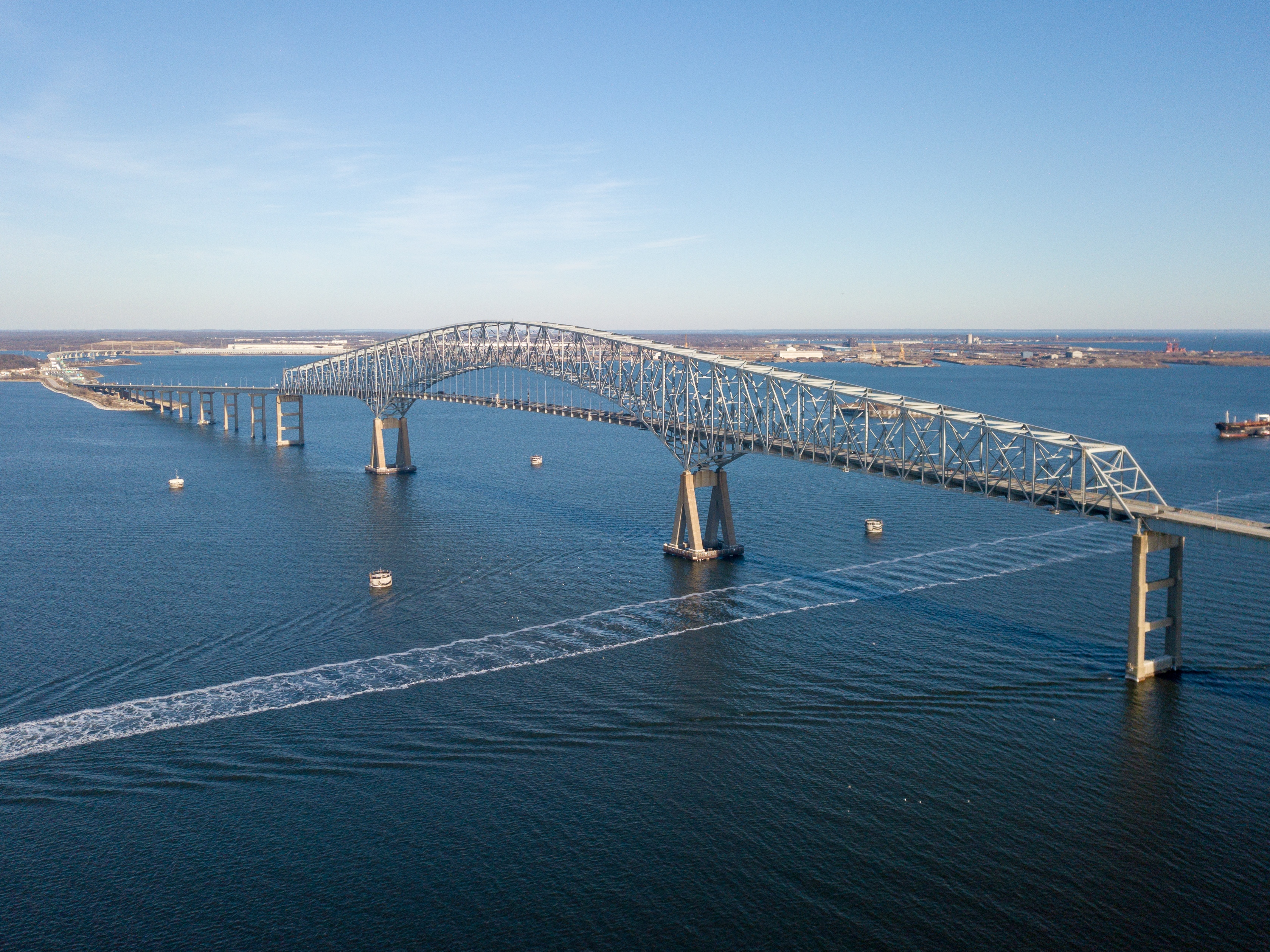
Key Bridge mirando hacia el noreste con Sparrows Point y la acería y los astilleros de Bethlehem Steel Corporation del sureste del condado de Baltimore en la distancia, febrero de 2018.
- Conduciendo hacia el oeste a través del puente, noviembre de 2023.
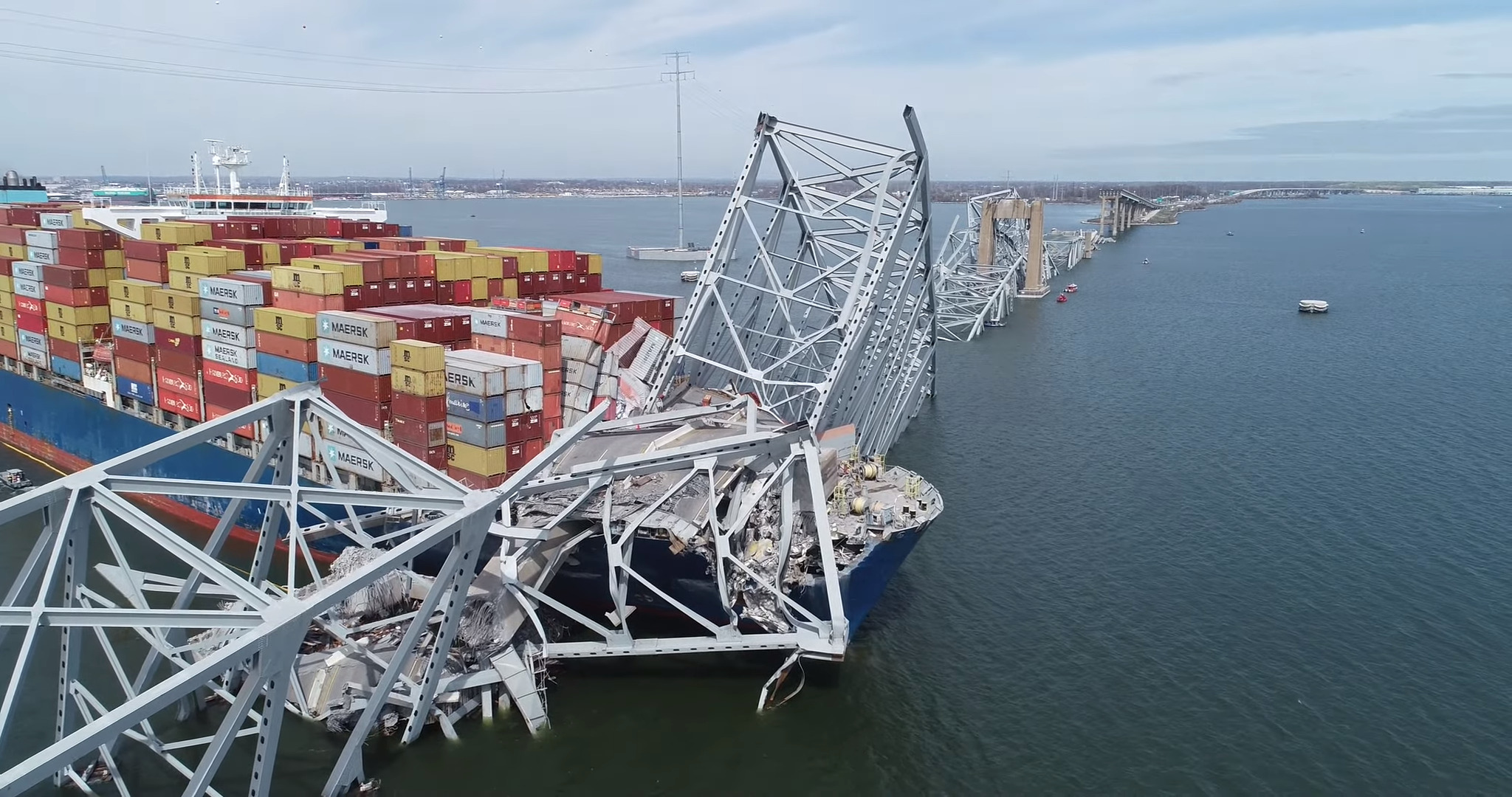
El MV Dali, después de haber chocado contra el puente y haberlo derrumbado.

## Colapso
El 26 de marzo de 2024, alrededor de las 1:27, hora local, la mayor parte del puente se derrumbó después de que el buque portacontenedores MV Dali, de casi 300 m de eslora y 117.000 toneladas de peso (carga nominal incluida de buque y carga), abanderado en Singapur, chocara contra el pilar principal suroeste. El colapso ha sido calificado de incidente con víctimas masivas; el capitán del barco mantuvo comunicación previa con la capitanía de puerto, alertando de los desperfectos y la pérdida de gobernabilidad, lo que ayudó a que se limitara el tránsito sobre el puente al momento del percance.